# Vatten, sol och ängar
Vatten, sol och ängar är en sång och en promosingel av den svenske artisten Olle Ljungström. Den släpptes 1994, i samband med hans andra soloalbum, Världens räddaste man (1994). Med på promosingeln fanns även låten "Gå aldrig din väg". Båda låtarna fanns även med på själva albumet.
Promosingeln släpptes utan någon omslagsbild. Det släpptes inga ordinära singlar i samband med skivan Världens räddaste man.
Lisa Miskovsky gjorde en cover på låten Vatten, sol och ängar på hyllningsskivan Andra sjunger Olle Ljungström (2008).

## Låtlista
Låtskrivare: Olle Ljungström och Heinz Liljedahl.
1. "Vatten, sol och ängar" (3:38)
2. "Gå aldrig din väg" (3:45)